# Cafayate

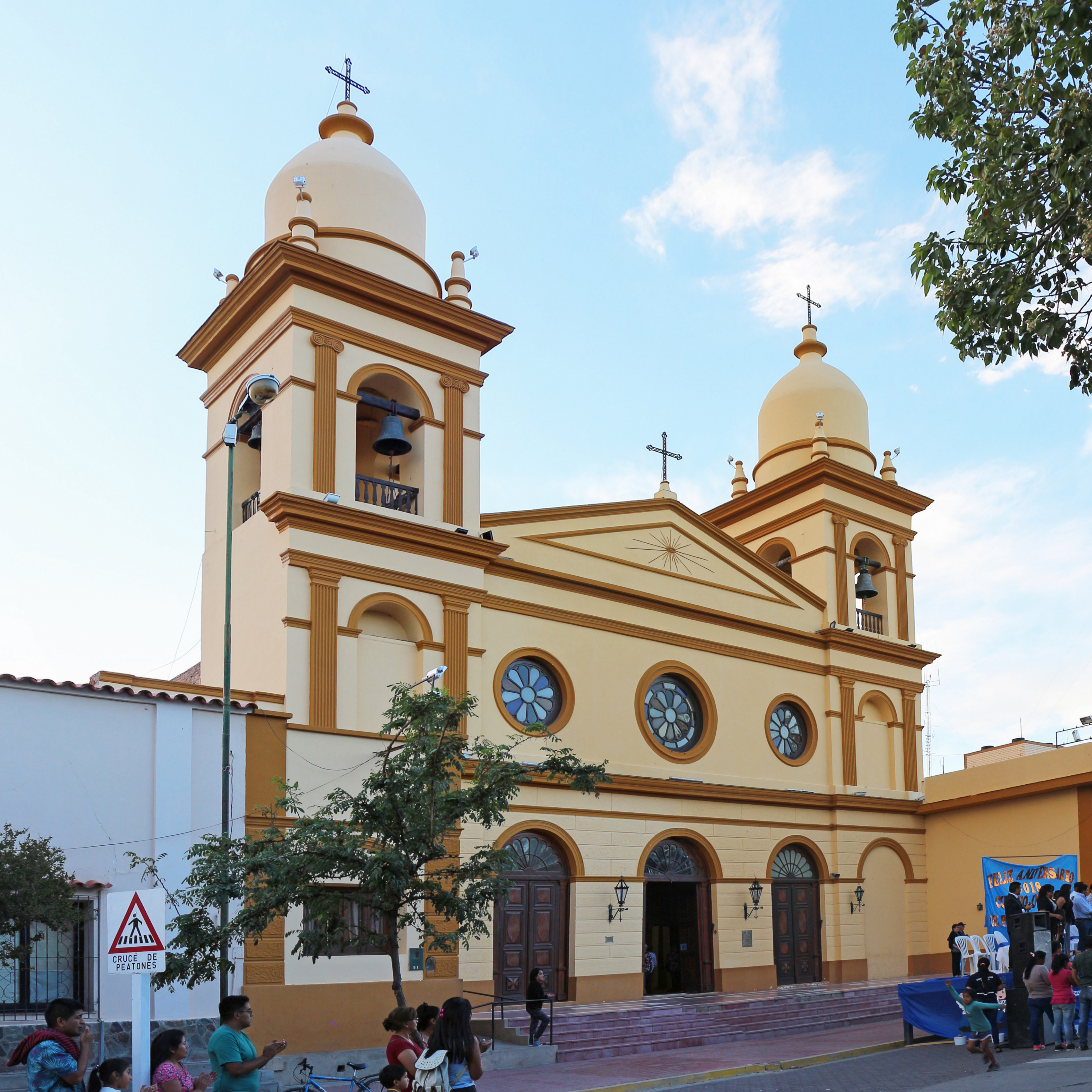
Kathedrale Nuestra Señora del Rosario in Cafayate
(Unsere Frau vom Rosenkranz)

Cafayate ist die Hauptstadt des gleichnamigen Departamento Cafayate in der Provinz Salta im Nordwesten Argentiniens. Sie liegt mitten in den Valles Calchaquíes im Südwesten der Provinz auf einer Höhe von 1.683 Metern, und ist 1.329 Kilometer von Buenos Aires sowie 189 Kilometer von Salta entfernt. Cafayate gehört zu den rasch wachsenden Gemeinden in der Provinz Salta und zählte im letzten Zensus 11.785 Einwohner (2001, INDEC). Neben der Provinzhauptstadt Salta und Cachi gehört Cafayate zu den touristischen Hauptattraktionen der Provinz Salta.

## Klima
Cafayate hat ein trockenes und mildes Klima. Die Sonnentage werden mit 360 angegeben, die durchschnittlichen jährlichen Niederschläge liegen in der Regel unter 250 Millimeter.

## Geschichte
Cafayate wurde 1840 durch Manuel Fernando de Aramburu gegründet, der damit dem Willen seiner Mutter nachkam, der Virgen de Rosario ein Sanktuarium zu widmen. In der Folge gewann Cafayate gegenüber dem nahegelegenen San Carlos, zu dem es verwaltungsmäßig gehörte, immer mehr an Bedeutung, so dass es sich 1863 von San Carlos trennte und ein eigenes Departamento bildete. 1969 errichtete Papst Paul VI. die Territorialprälatur Cafayate mit der Rosenkranzkirche als Kathedrale.

## Wirtschaft
Cafayates Wirtschaftsaktivitäten sind geprägt von Weinbau und Tourismus, die eine enge Verbindung eingehen. Der Weinbau profitiert von der geringen Luftfeuchtigkeit bei praktisch ganzjährig sonnigem Wetter und der Möglichkeit, die geringen Niederschläge durch modernste Bewässerungstechnik auszugleichen. Das Markenzeichen Cafayates sind prämierte Weißweine aus der Torrontés-Riojano-Traube, die national und international immer mehr Liebhaber finden. Die erste Fabrik wurde 1857 gegründet, es ist die Weinfabrik „La Banda“. Siehe hierzu auch den Artikel Weinbau in Argentinien.

### Tourismus
Cafayate ist ein bekannter und stark frequentierter Weinbauort. Ein Teil der Kellereien steht für den Publikumsverkehr offen; es gibt Führungen und Weinproben. Einige Winzereien sind dazu übergegangen, auf ihren Weingütern auch Unterkunft anzubieten.
In der Nähe von Cafayate sind die Ruinen von Quilmes und Tafí del Valle. Ebenfalls nicht weit von der Stadt befindet sich die Schlucht Quebrada de las Conchas, auch Quebrada de Cafayate genannt.

## Namensherkunft
Die Herkunft des Namens Cafayate ist umstritten. Die einen meinen, er habe seinen Ursprung im Quechua. Als wahrscheinlicher wird angenommen, dass Cafayate aus dem Kakana der Diaguitas stammt, einer heute praktisch unbekannten Sprache der Ureinwohner des Tales. Entsprechend vielfältig sind die Deutungsvorschläge. Der Name Cafayate wird unter anderem einem Kaziken der Region zugeschrieben, andere meinen eher, dass der Name „Wasserkasten“ bedeute. In die gleiche Richtung geht der Vorschlag, Cafayate als Ableitung von Capac-Yac zu sehen, was „Großer See“ bedeutet. Auch Bedeutungskombinationen gibt es, wie Capac-Yaco, was „See des Häuptlings“ heißen würde. In einer weiteren Version wird Yaco mit „Volk“ und Capac mit „Reichtum“ gleichgesetzt, was zusammengenommen ein „reiches Volk“ oder „ein Volk, dem es an nichts fehlt“, ergibt. Eine letzte Interpretation erkennt im Namen Cafayate eine „Grabstätte der Leiden/Sorgen/Mühsal“ und nimmt damit möglicherweise seine heutige Bedeutung als Weinort vorweg.

## Galerie

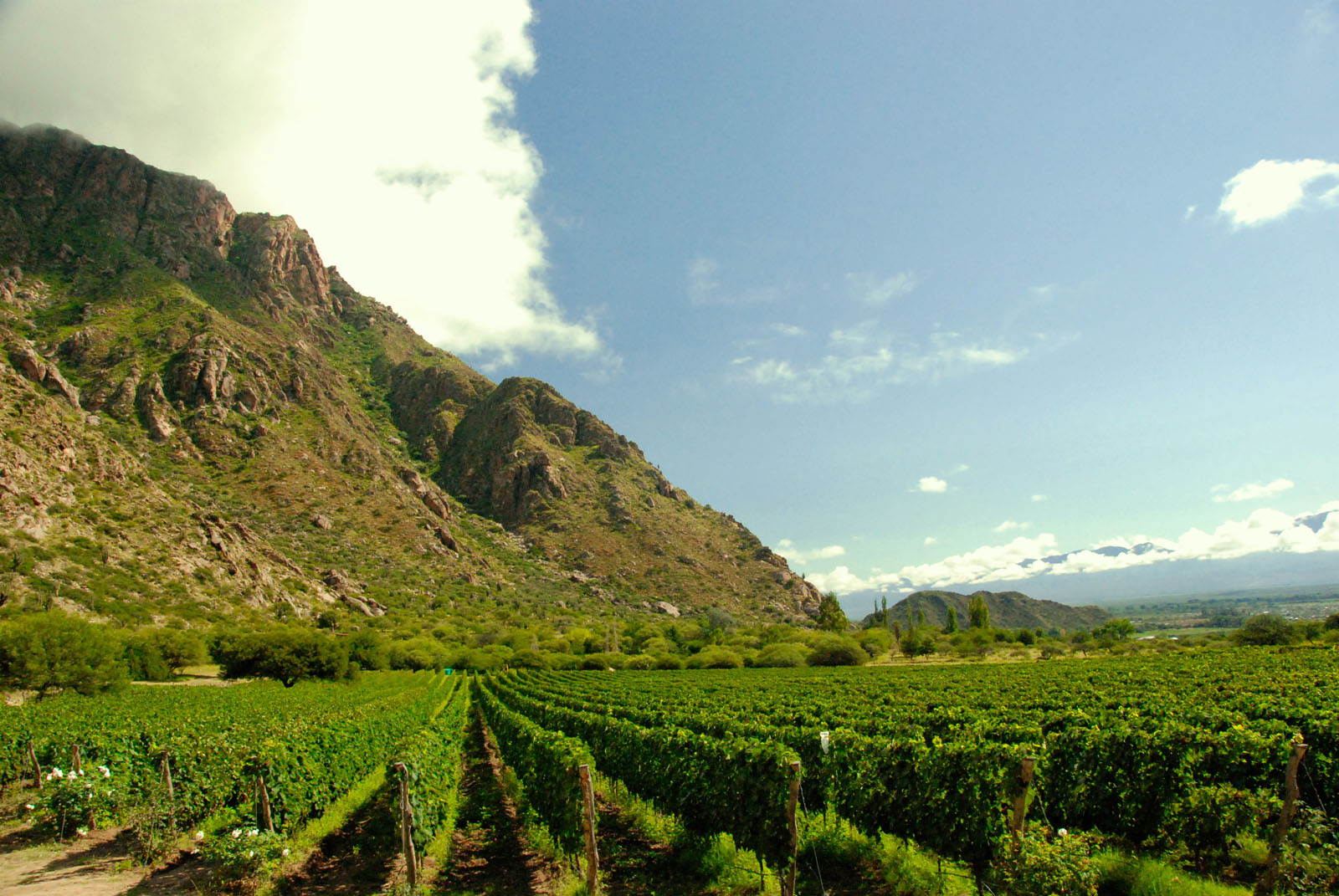
Weinberge in der Nähe der Berge in Cafayate
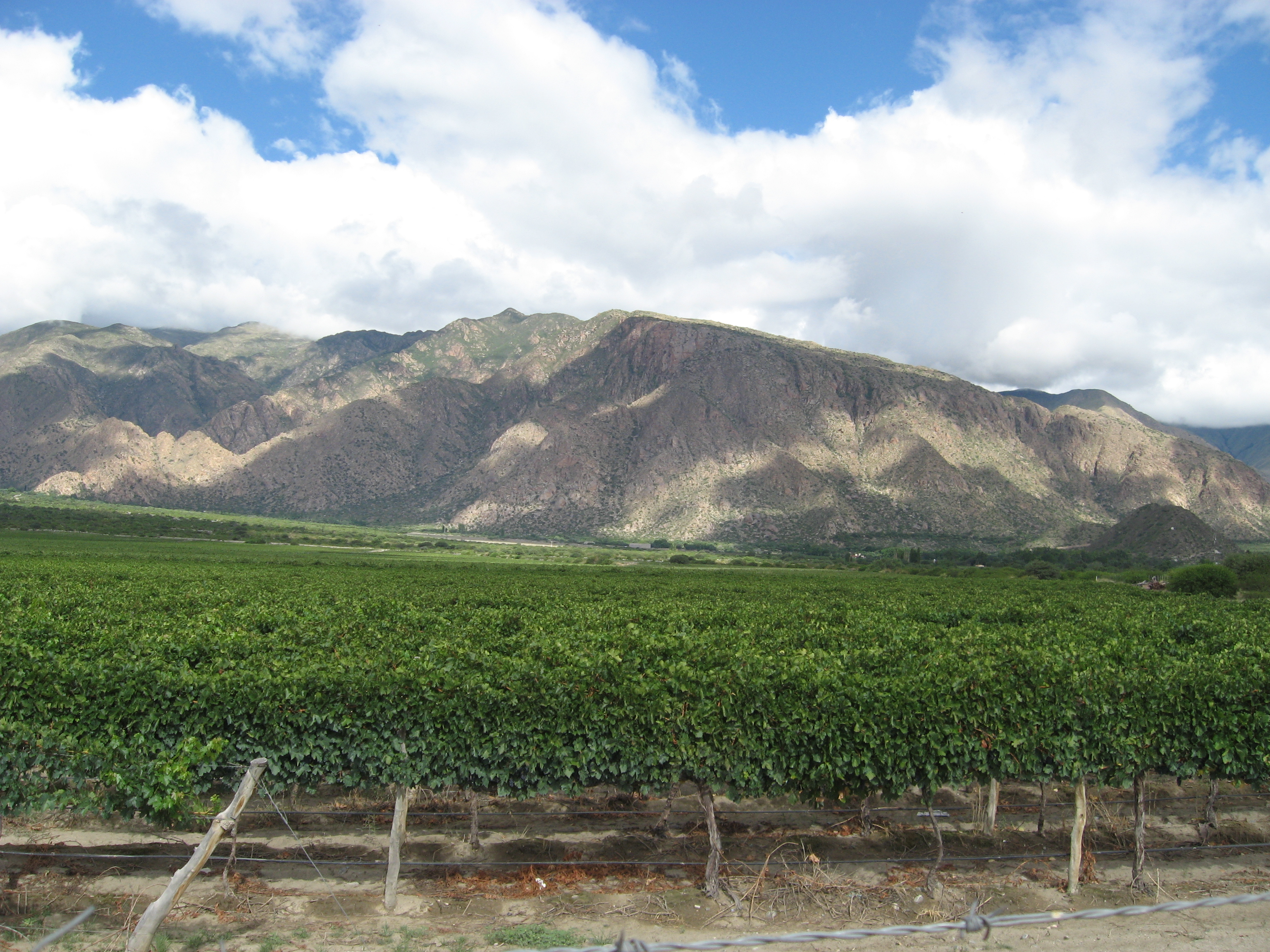
Gebirge in Cafayate
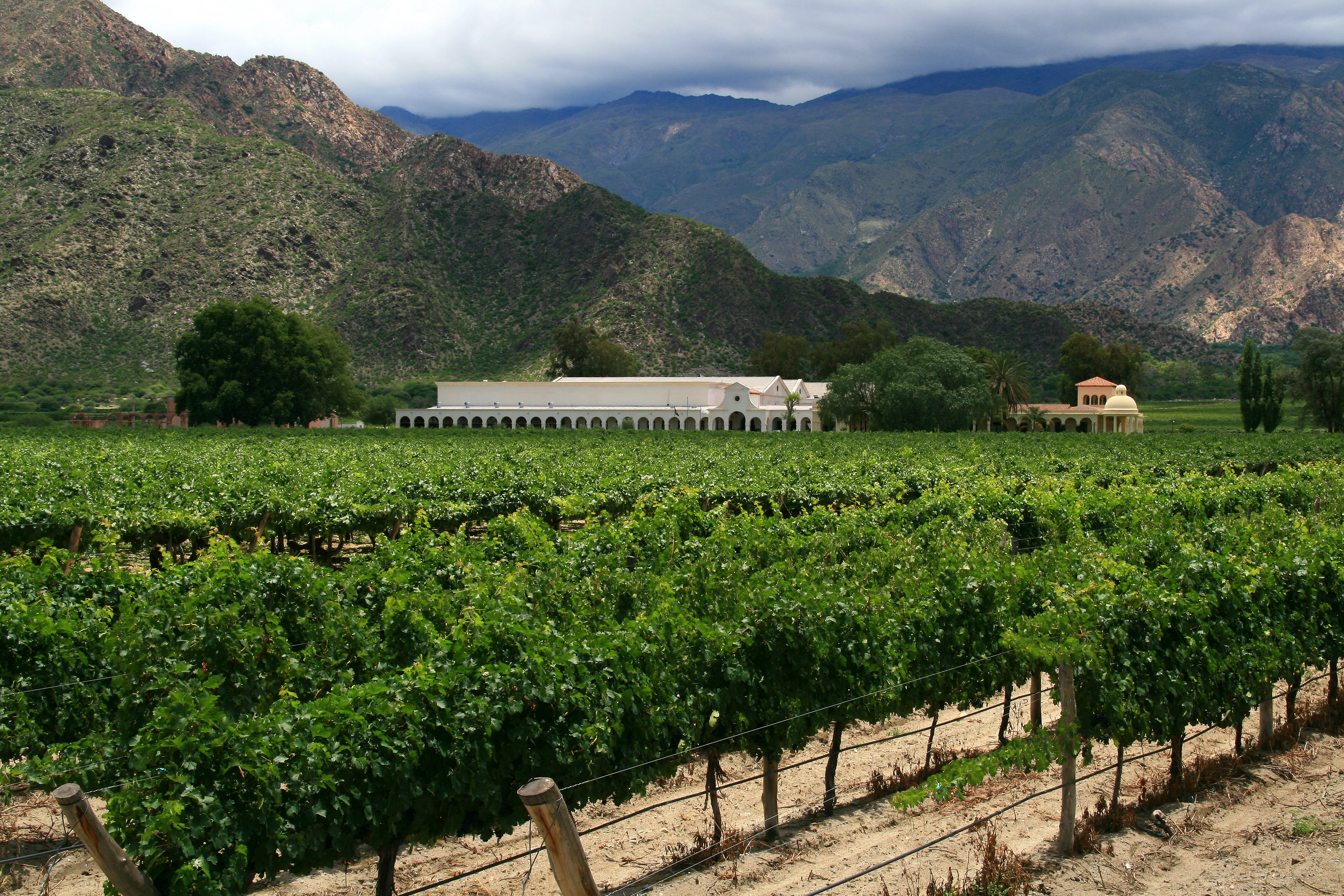
Weinberg in Cafayate
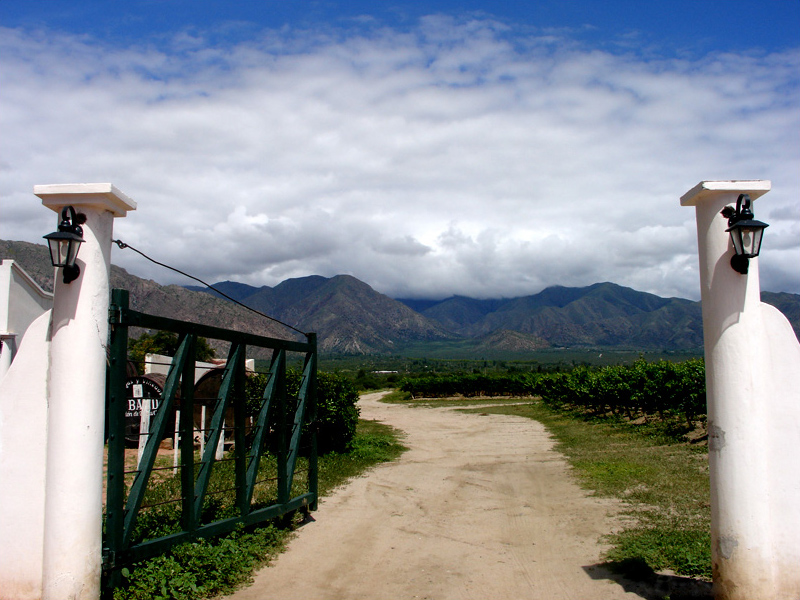
Weinberg und Gebirge in Cafayate
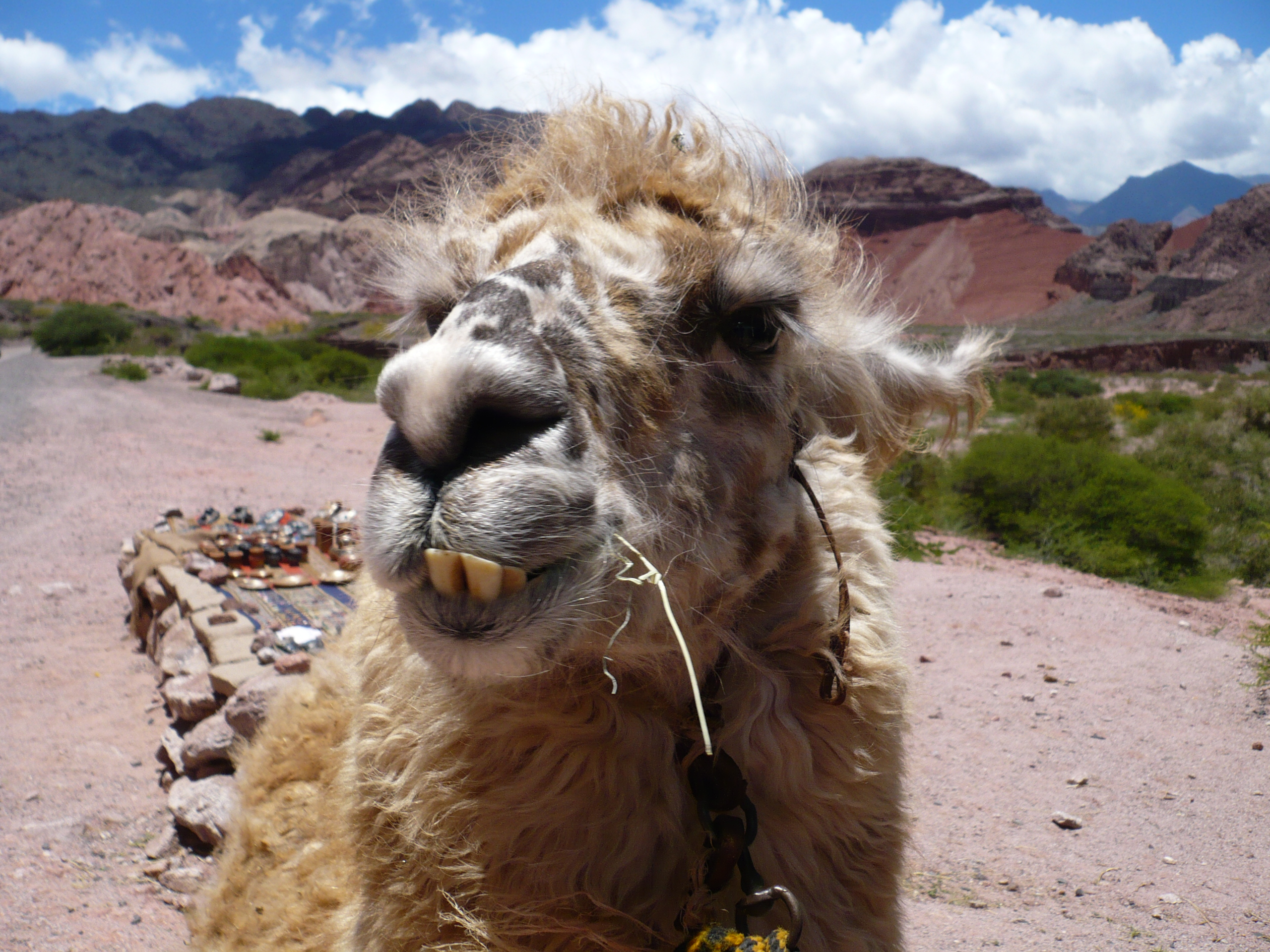
Nahaufnahme eines Lamas, Quebrada de Cafayate
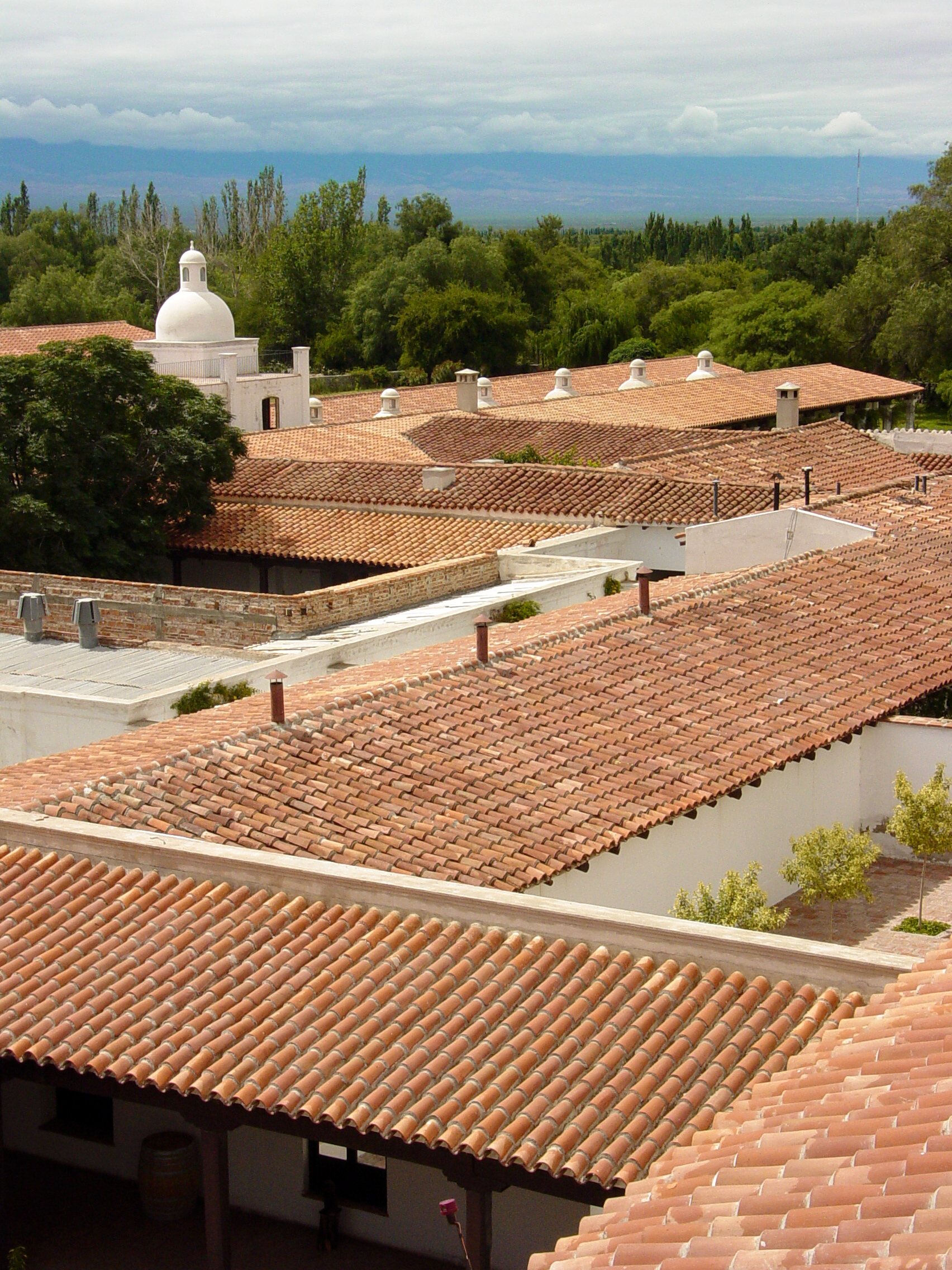
Bodega Michel Torino außerhalb von Cafayate
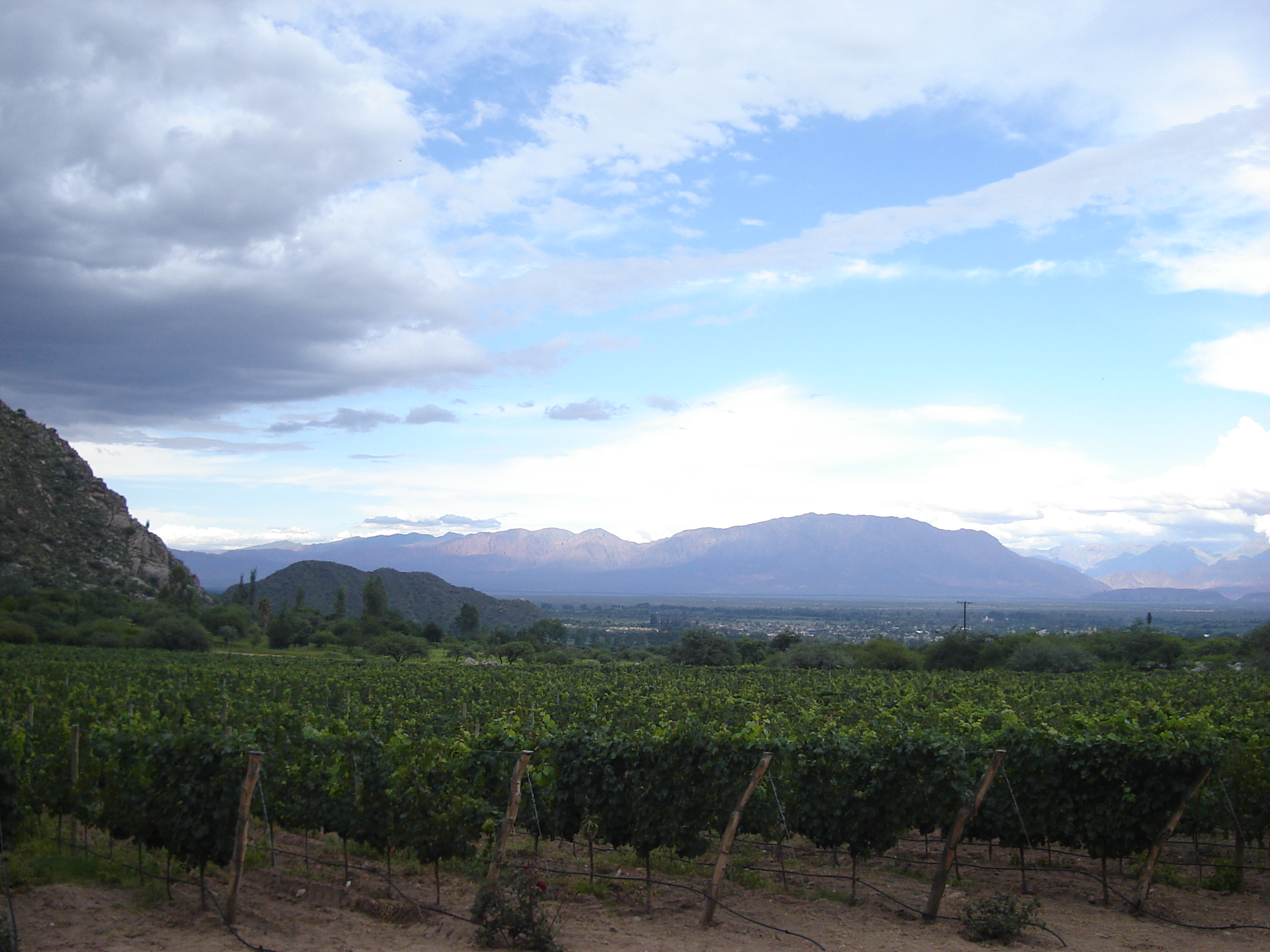
Weinberg in Cafayate
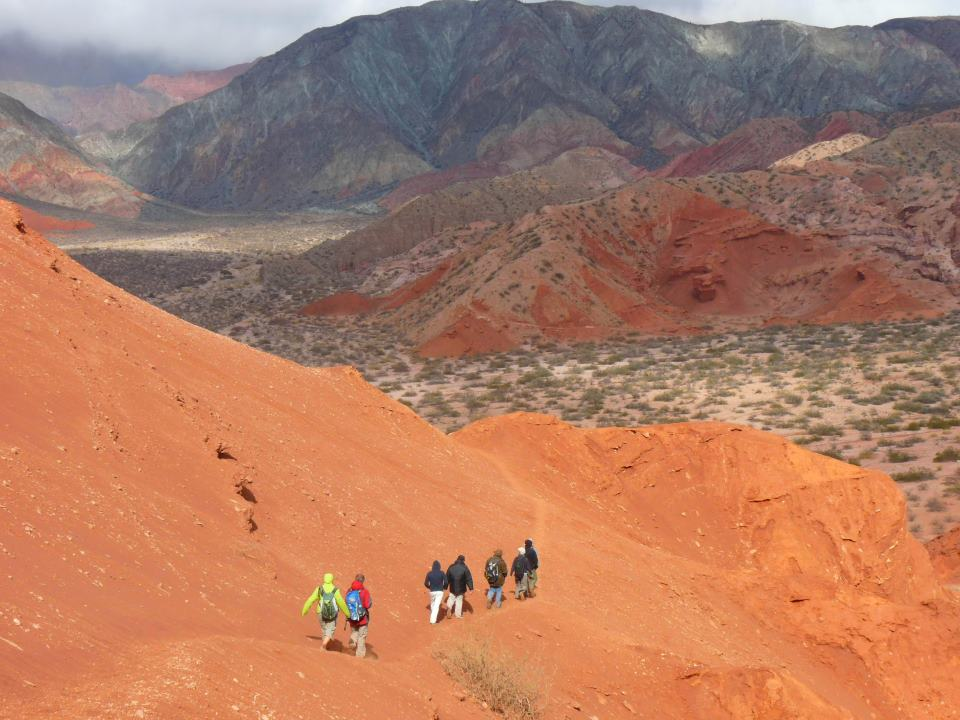
Quebrada de las Conchas, Cafayate
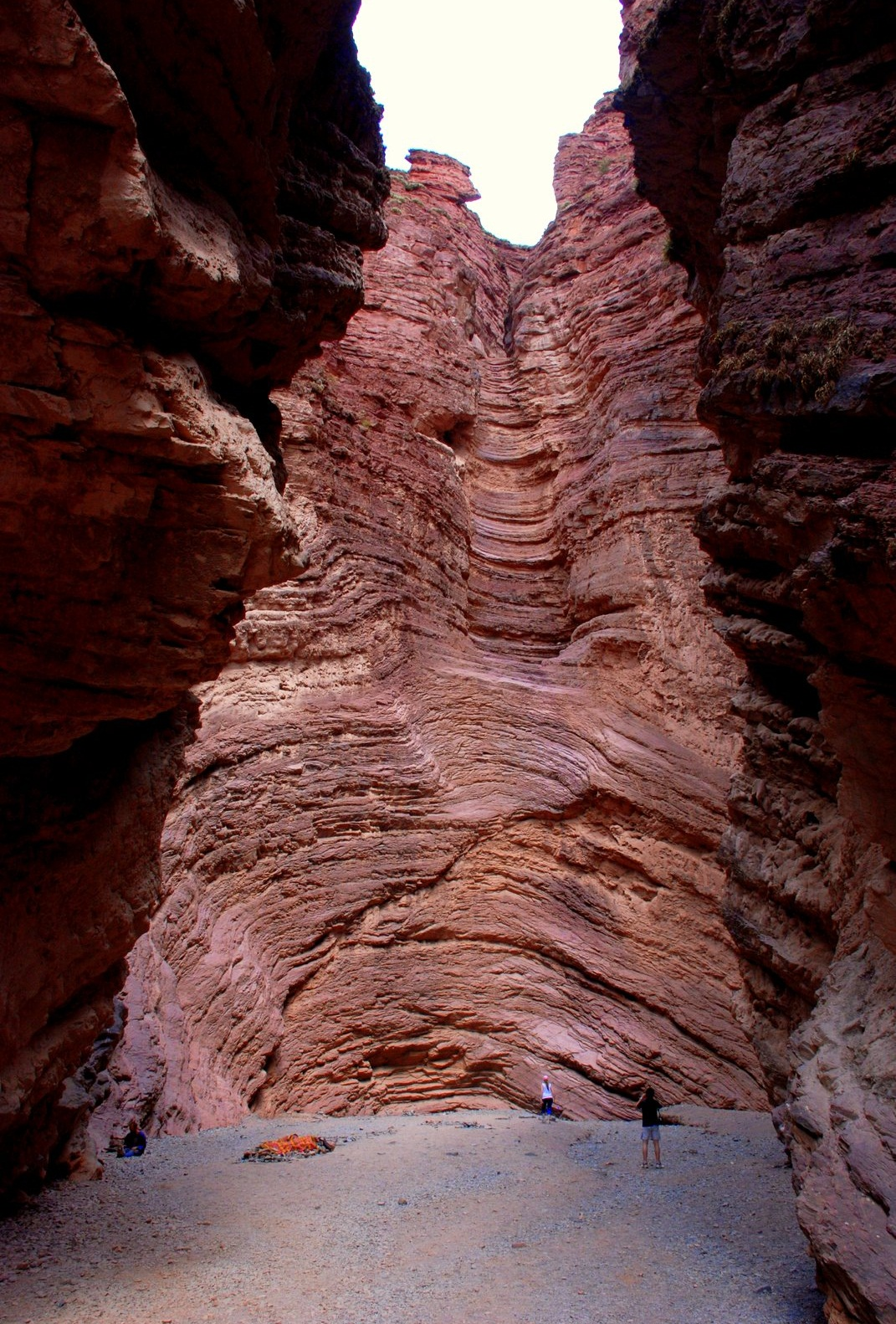
Amphitheater von La Quebrada de las Conchas in Cafayate
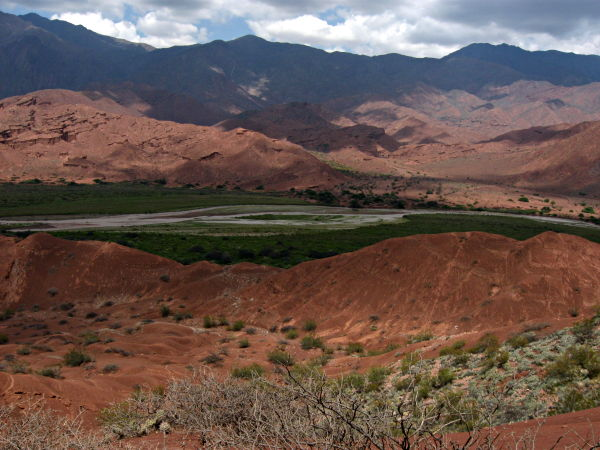
Wüstenfluss, Cafayate
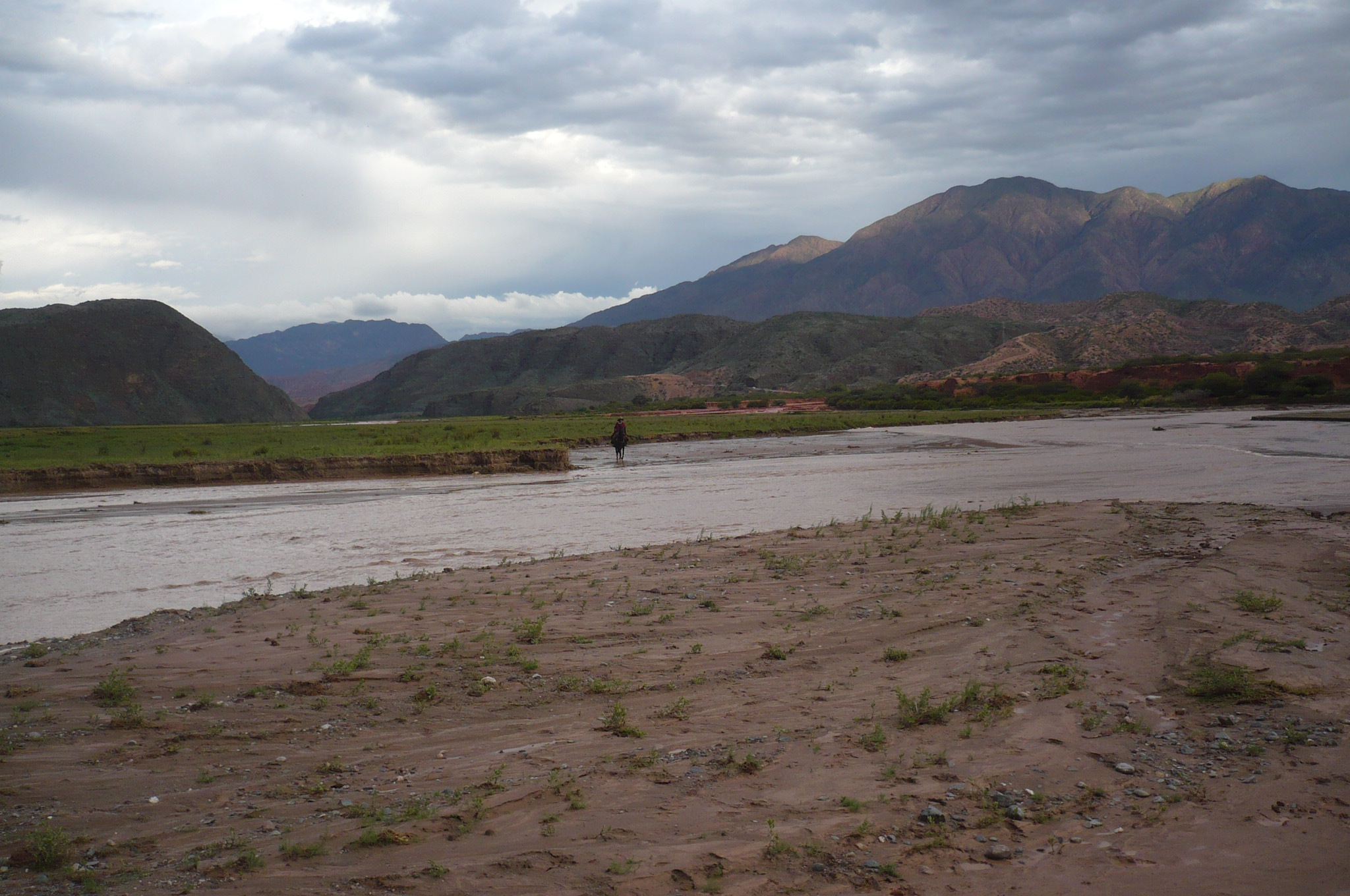
Las Juntas, Cafayate